# Frederick Hird
Frederick Sylvester „Fred” Hird (ur. 6 grudnia 1879 w New Diggings, zm. 27 września 1952 w Des Moines) – amerykański strzelec sportowy, medalista olimpijski.
W młodości Hird był czołowym lekkoatletą, półprofesjonalnym baseballistą i bokserem. W 1900 roku dołączył do Gwardii stanu Iowa, by osiągnąć ostatecznie stopień leutnanta w 1943 roku. Był weteranem amerykańsko-meksykańskiego konfliktu granicznego w 1914 roku oraz I wojny światowej.
Hird wziął udział w igrzyskach olimpijskich dwukrotnie. Podczas V Letnich Igrzysk Olimpijskich w Sztokholmie w 1912 roku wziął udział w siedmiu konkurencjach strzeleckich. W strzelaniu z karabinu dowolnego w trzech postawach z 300 metrów zdobył trzydzieste ósme miejsce z wynikiem 875 punktów. W konkursie karabinu wojskowego w trzech postawach z 300 metrów zdobył 84 punktów i 28. miejsce. W strzelaniu z karabinu wojskowego z 600 metrów w dowolnej postawy zdobył 81 punktów i szóste miejsce. Domeną Hirda okazało się strzelanie z karabinu małokalibrowego. W strzelaniu z 25 metrów zajął ósme miejsce zdobywając 221 punktów. W konkurencji drużynowej z tej samej odległości zdobył brązowy medal. W strzelaniu z odległości dwa razy dłuższej w konkurencji indywidualnej zdobył złoto z wynikiem 194 punktów, ustanawiając nowy rekord olimpijski, zaś w konkurencji drużynowej zdobył swój drugi złoty medal. Osiem lat później na igrzyskach w Antwerpii wystartował w jednej konkurencji, strzelaniu z karabinu wojskowego z 300 metrów w pozycji stojącej, gdzie zdobył 55 punktów.